# Купейрус, Луис
Луис Мари Анне Ку́пейрус (Куперус нидерл. Louis Marie Anne Couperus, 10 июня 1863 года, Гаага — 16 июля 1923 года, Де-Стег (нид.)) — нидерландский писатель.

## Биография
Луис Куперус родился в Гааге и был младшим из одиннадцати детей в семье. Его родители жили на улице Маурицкаде (Mauritskade), дом 11 (ныне дом 43), в центре города. Его отец, Джон Рик Куперус, до выхода в отставку был судьёй в Нидерландской Ост-Индии, мать — Катарина Гертрёйда Рейнст. Имя Луис Мари Анне складывается из имён трёх его сестёр, умерших до рождения Куперуса. В 1872 году Куперус с родителями переехал в Батавию, а в 1878 году вернулся в Нидерланды. В 1886 году завершил среднее образование, специализировавшись на нидерландском языке.
В 1888 году написал свой первый роман, «Элине Вере» (Eline Vere), опубликовав его в ежедневной газете Het Vaderland. Роман был доброжелательно принят критикой и сделал Куперуса знаменитым. Два сборника стихов, опубликованных после этого, прошли практически незамеченными критикой. Лишь Виллем Клос написал разгромную рецензию, посоветовав Куперусу больше не пробовать свои силы в поэзии.
После пребывания в Париже Куперус в 1891 году женился на своей племяннице Элизабет Бо. Вскоре после свадьбы семейная пара отправилась в путешествие, посетив Италию, Францию, Германию, Великобританию, Нидерландскую Ост-Индию, Японию и Испанию. После начала Первой мировой войны они вернулись в Нидерланды. Примерно в это время по «Элине Вере» был поставлен спектакль.
В 1923 году Куперус окончательно поселился в Де-Стег около города Реден, в доме, предоставленном ему друзьями и почитателями его творчества. В этом же доме он умер в июле 1923 года от плеврита и заражения крови. 4 июня того же года возведён в рыцарское достоинство. Похоронен в Гааге. Его жена, умершая в 1960 году, похоронена рядом с ним.

## Творчество
Луис Куперус получил признание как писатель уже при жизни, однако после его смерти его произведения, казалось, были забыты, и снова вошли в круг интересов публики уже в конце XX века, когда были изданы биографии Куперуса и сняты фильмы по его книгам. В частности, биография писателя, написанная Фредериком Басте в 1980-е годы, способствовала тому, что Куперус вошёл в обойму звёзд первой величины нидерландской литературы, а его личность впервые предстала перед широкой публикой.
Произведения Куперуса ещё при жизни широко переводились и, в частности, привлекли внимание Оскара Уайльда.

### Произведения

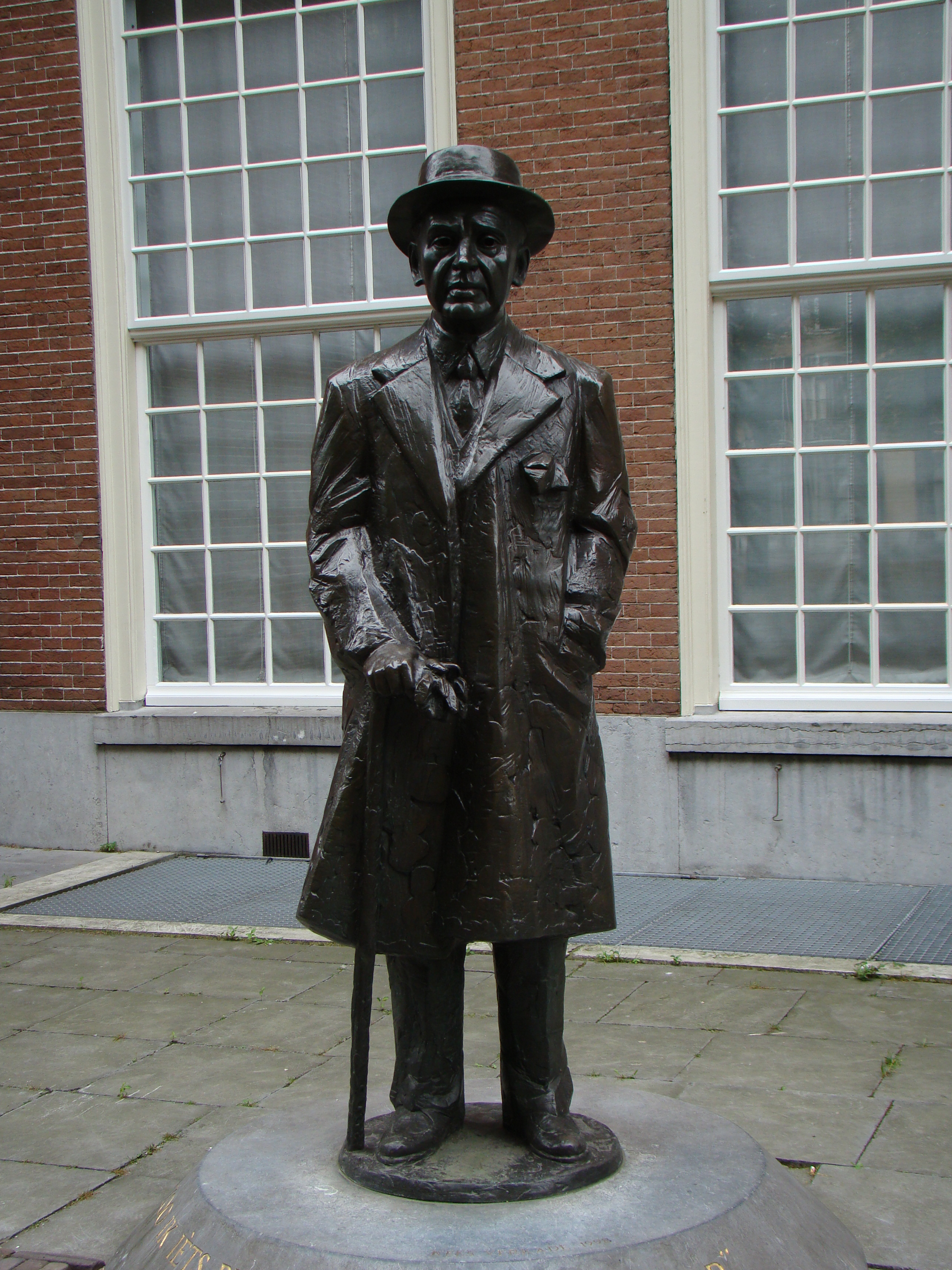
Памятник Куперусу на площади Ланге-Ворхаут в Гааге

- 1884 — Een lent van vaerzen (поэзия)
- 1886 — Orchideeën (поэзия)
- 1889 — Eline Vere
- 1890 — «Рок» Noodlot
- 1892 — Extaze. Een boek van geluk
- 1892 — Eene illuzie
- 1893 — Majesteit
- 1894 — Reis-impressies
- 1895 — Wereldvrede
- 1895 — Williswinde
- 1896 — Hooge troeven
- 1896 — De verzoeking van den H. Antonius
- 1897 — Metamorfose
- 1898 — «Психея» Psyche
- 1899 — Fidessa
- 1900 — Langs lijnen van geleidelijkheid
- 1900 — De stille kracht (Тайная сила [8][9])
- 1901 — Babel
- 1901 — «Книги маленьких душ» De boeken der kleine zielen. De kleine zielen
- 1902 — De boeken der kleine zielen. Het late leven
- 1902 — De boeken der kleine zielen. Zielenschemering
- 1903 — De boeken der kleine zielen. Het heilige weten
- 1902 — Over lichtende drempels
- 1903 — God en goden
- 1904 — Dionyzos
- 1905 — De berg van licht
- 1906 — Van oude menschen, de dingen, die voorbij gaan ...
- 1908 — Aan den weg der vreugde
- 1910 — Van en over mijzelf en anderen. Eerste bundel
- 1914 — Van en over mijzelf en anderen. Tweede bundel
- 1916 — Van en over mijzelf en anderen. Derde bundel
- 1917 — Van en over mijzelf en anderen. Vierde bundel
- 1911 — Antieke verhalen, van goden en keizers, van dichters en hetaeren
- 1911 — Korte arabesken
- 1911 — Antiek toerisme. Roman uit Oud-Egypte
- 1911 — De zwaluwen neêr gestreken …
- 1912 — Schimmen van schoonheid
- 1912 — Uit blanke steden onder blauwe lucht. Eerste bundel
- 1913 — Uit blanke steden onder blauwe lucht. Tweede bundel
- 1913 — Herakles
- 1915 — Van en over alles en iedereen
- 1915 — De ongelukkige
- 1917 — De komedianten
- 1917 — Jan en Florence
- 1917 — Wreede portretten
- 1918 — Der dingen ziel
- 1918 — Brieven van den nutteloozen toeschouwer
- 1918 — Legende, mythe en fantazie
- 1918 — De verliefde ezel
- 1919 — De ode
- 1919 — «Ксеркс» Xerxes of de hoogmoed
- 1920 — «Искандер» Iskander. De roman van Alexander den Groote
- 1920 — Lucrezia
- 1921 — Met Louis Couperus in Afrika
- 1922 — Het zwevende schaakbord
- 1923 — Oostwaarts
- 1923 — Proza. Eerste bundel
- 1924 — Proza. Tweede bundel
- 1925 — Proza. Derde bundel
- 1924 — Het snoer der ontferming
- 1925 — Nippon